# 7429 Хосікава
7429 Хосікава (7429 Hoshikawa) — астероїд головного поясу, відкритий 24 грудня 1992 року.
Тіссеранів параметр щодо Юпітера — 3,300.